# Expeditie van Khalid ibn al-Walid (Nakhla)
De Expeditie van Khalid ibn al-Walid (Nakhla) vond plaats in ramadan 8 AH (januari 630).
Kort na de Verovering van Mekka stuurde Mohammed Khalid ibn al-Walid naar Nakhla om een beeld van de afgod al-Uzza te verwoesten. Dit beeld werd aanbeden door de stammen Qoeraisj en Kinana. Khalid ging met dertig ruiters naar het beeld toe en verwoestte het. Toen hij terugkwam, vroeg Mohammed hem of hij nog iets anders zag. Toen Khalid dat ontkende, zei Mohammed dat de afgod niet verwoest was en dat Khalid zijn taak moest afmaken. Khalid ging terug naar Nakhla en vond een naakte, Ethiopische vrouw met slordig haar. Khalid doodde haar met het zwaard en ging terug naar Mohammed. Mohammed gaf aan dat de vrouw de echte al-Uzza was.